# Technische Universiteit Helsinki

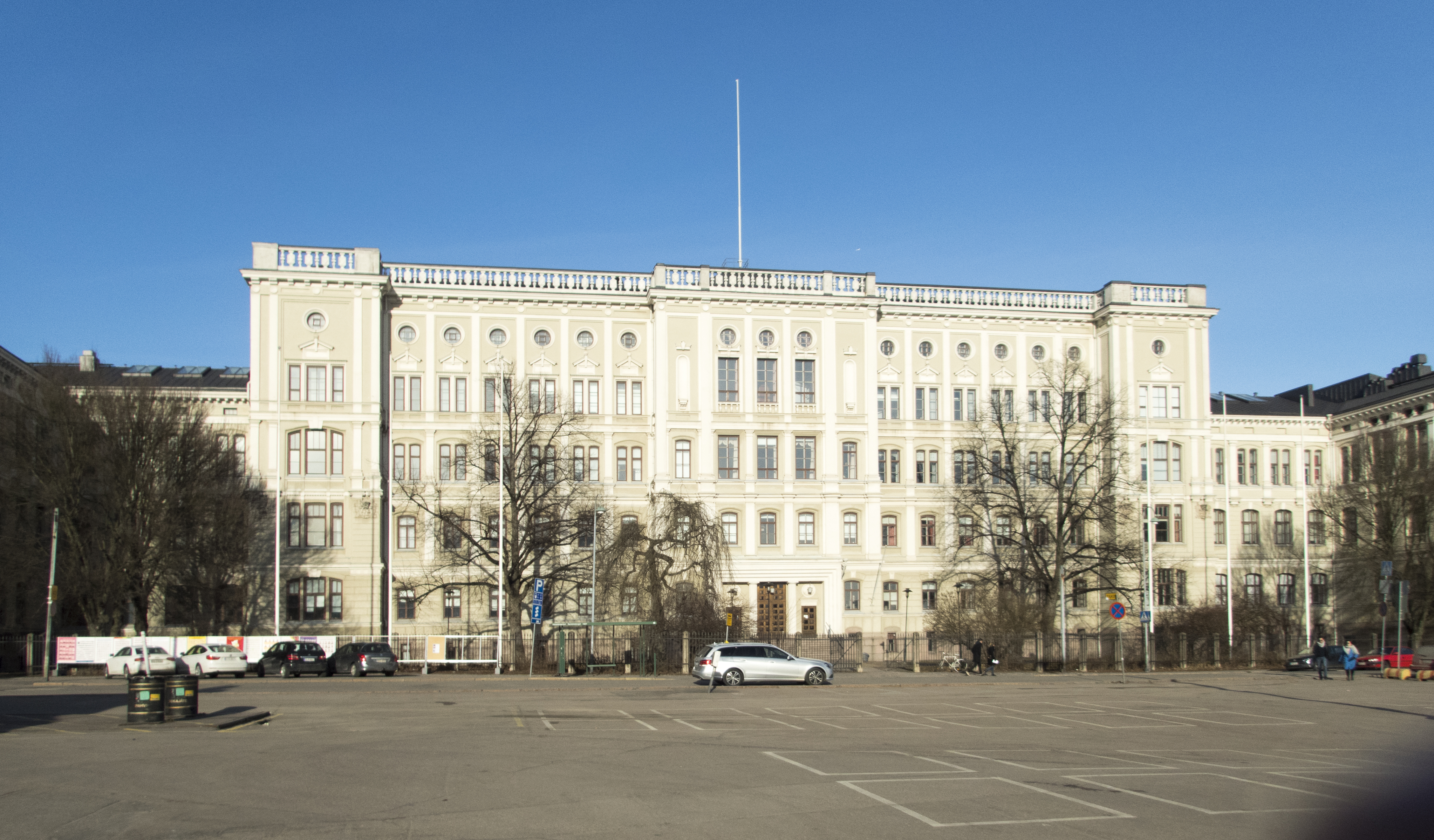
Het hoofdgebouw in Helsinki (F.A. Sjöström, 1877)

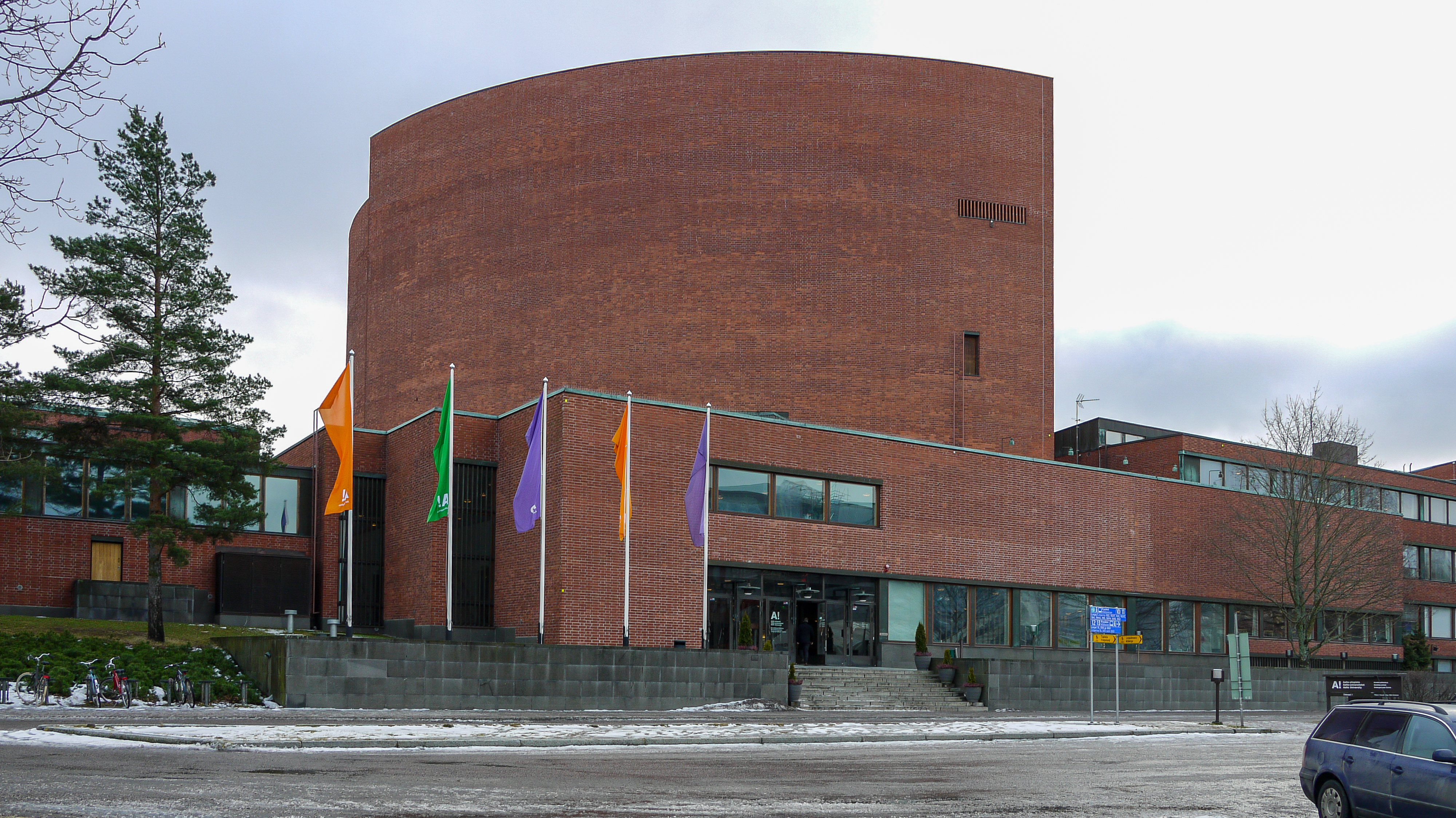
Het hoofdgebouw in Espoo (Alvar Aalto, 1964)

De Technische Universiteit van Helsinki (Fins: Teknillinen korkeakoulu, TKK) was de grootste en oudste technische universiteit van Finland. In 2011 ging de TKK met drie kleinere instellingen op in de Aalto-universiteit.
De instelling had voorafgaand aan de fusie een studentenbestand van 15.000 studenten en 250 medewerkers. De laatste rector was Matti Pursula. 
De TKK werd in 1849 door Nicolaas I opgericht als Technische Reaalschool van Helsinki (Helsingin teknillinen reaalikoulu). In 1872 ging de school Polytechnische School (Polyteknillinen koulu) heten en in 1878 Polytechnisch Instituut (Polyteknillinen opisto). In 1908 kreeg de instelling haar huidige naam en de status van universiteit. Ze verhuisde tussen 1950 en 1964 naar Espoo, waar in 1955 het eerste laboratorium op de campus Otaniemi in gebruik werd genomen. Verschillende gebouwen, waaronder het hoofdgebouw, werden ontworpen door Alvar Aalto.